# Taylor Manson
Taylor Manson (ur. 29 września 1999) – amerykańska lekkoatletka specjalizująca się w biegach sprinterskich.
W 2018 startowała na mistrzostwach świata juniorów w Tampere, podczas których indywidualnie zdobyła brąz w biegu na 400 metrów, a wraz z koleżankami z reprezentacji wywalczyła złoto w sztafecie 4 × 400 metrów. W 2021 sięgnęła po brąz igrzysk olimpijskich w Tokio za bieg w eliminacjach sztafety mieszanej 4 × 400 metrów.
Medalistka akademickich mistrzostw NCAA.

## Osiągnięcia
| Rok  | Impreza                     | Miejsce | Konkurencja             | Lokata     | Wynik   |
| ---- | --------------------------- | ------- | ----------------------- | ---------- | ------- |
| 2018 | Mistrzostwa świata juniorów | Tampere | bieg na 400 metrów      | 3. miejsce | 52,28   |
| 2018 | Mistrzostwa świata juniorów | Tampere | sztafeta 4 × 400 metrów | 1. miejsce | 3:28,74 |
| 2021 | Igrzyska olimpijskie        | Tokio   | sztafeta mieszana       | 3. miejsce | 3:10,22 |

## Rekordy życiowe
- Bieg na 200 metrów – 23,43 (2021)
- Bieg na 400 metrów (stadion) – 50,79 (2021)
- Bieg na 400 metrów (hala) – 51,82 (2021)